# Henry Bromell
Alfred Henry Bromell, más conocido como Henry Bromell (19 de septiembre de 1947 - 18 de marzo de 2013) fue un escritor, guionista y director de cine y televisión estadounidense ganador de un premio Emmy (mejor guion en serie de drama - 2013).

## Carrera
Bromell comenzó su carrera en la serie policíaca Homicide: Life on the Street, emitida por la cadena estadounidense de televisión NBC, en el año 1994. Trabajó como escritor y productor coejecutivo durante la tercera temporada y, para la siguiente, fue ascendido al puesto de productor ejecutivo. En las dos temporadas siguientes, Henry redactó un total de 27 episodios. Asimismo, colaboró en el largometraje basado en esta serie, Homicide: The Movie, como productor coejecutivo y coescritor.
Henry continuó escribiendo guiones para series de televisión como Chicago Hope, Doctor en Alaska, Brotherhood, Carnivàle y Rubicon. En el año 2000, dirigió la película biográfica de F. Scott Fitzgerald, titulada Last Call. También fue el productor de Homeland, para la que también redactó cuatro episodios. Por su trabajo en este serie, Bromell obtuvo el Primetime Emmy a la mejor serie dramática y el Globo de Oro a la mejor serie de drama junto a los otros productores.

## Filmografía

### Como guionista
- 2000: Panic
- 2002: Last Call
- 2003: Carnivàle
- 2011-2012: Homeland

### Como productor
- 1990: Doctor en Alaska
- 1991: I'll Fly Away
- 2000: That's Life
- 2002: Last Call
- 2011-2012: Homeland

### Como director
- 2000: Panic
- 2002: Last Call
- 2003: Out of Order